# 関谷大学堂
関谷大学堂株式会社（せきやだいがくどう）は、北海道の夕張・北炭地区で医薬品を販売する企業として設立。「医薬品」「衛生材料」の卸売・小売を中心とする日本の企業であった。現在はスズケンである。

## 概要
小樽市に本社を置き、夕張・北炭地区での大口取引先を持っていたが、昭和30年代に入り石炭から石油へのエネルギー転換が進み、石炭業界が斜陽化するにつれ、石炭に依存していた夕張の経済は停滞し始める。関谷大学堂も多額の負債を長期に抱え込むことになり負債債務とも秋山愛生舘に譲渡し合併する。

## 沿革
- 1902年（明治35年） - 関谷廣吉にて小樽市で創業
- 1964年（昭和39年）6月 - 「秋山愛生舘」に営業権を譲渡し「帯広営業所」として発足

## 主な取引メーカー
- 武田薬品 等